# Estación de Portugalete (Metro de Bilbao)
Portugalete es una estación subterránea del Metro de Bilbao, situada en la villa de Portugalete e inaugurada el 20 de enero del 2007, junto con la estación de Abatxolo. Corresponde a la Línea 2 de Metro, y su tarifa corresponde a la zona 2.
Las estación cuenta con dos accesos por escaleras mecánicas y uno por ascensor.
En el exterior de la estación hay un aparcamiento de pago.

## Accesos

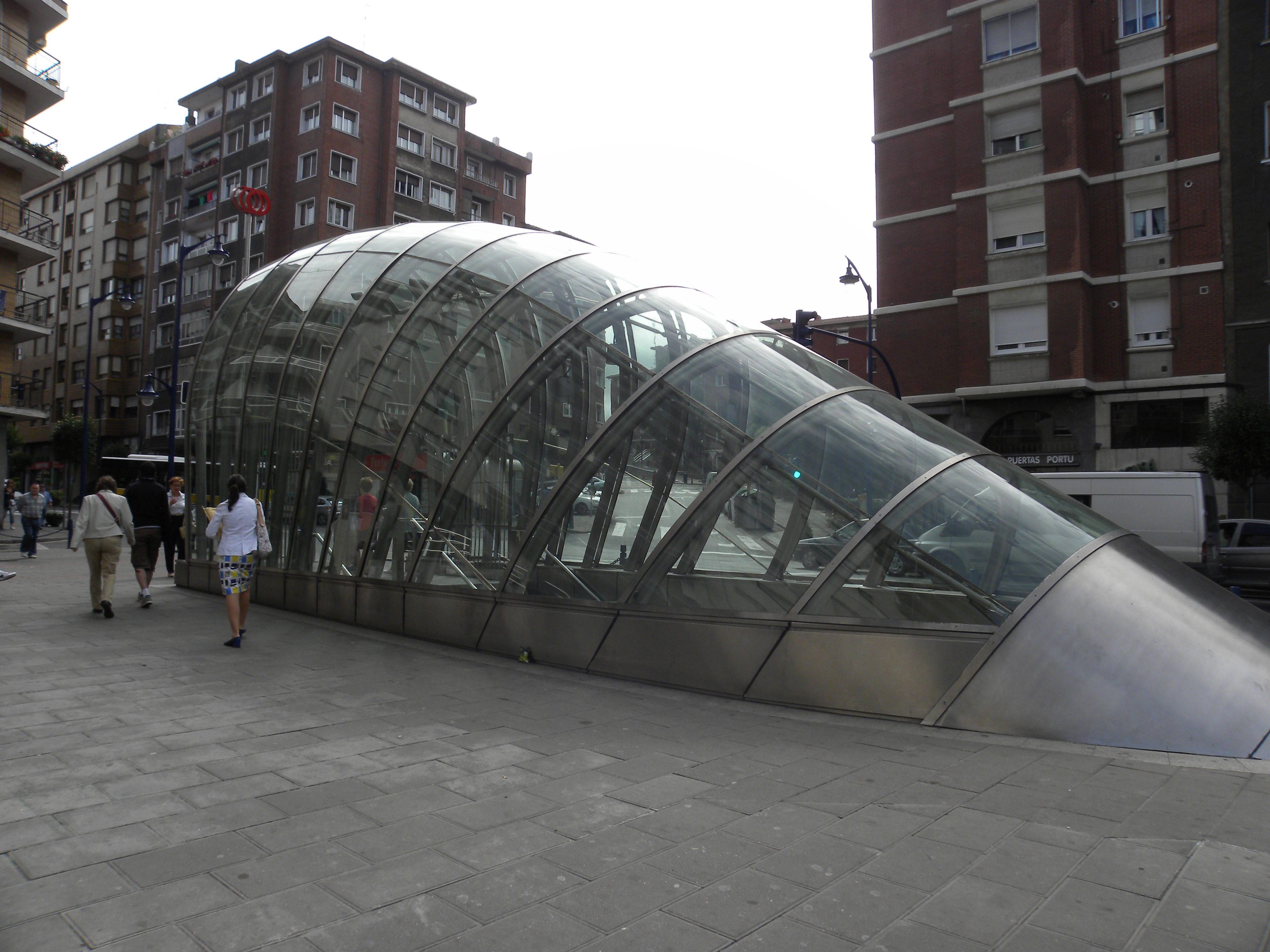
Salida Carlos VII

- Avenida de Carlos VII, 19 (salida Carlos VII)
- Calle del Maestro Zubeldia, 22 (salida Maestro Zubeldia)
- Calle de Ferdinand Arnodin

### Accesos nocturnos
- Avenida de Carlos VII, 19 (salida Carlos VII)
- Calle de Ferdinand Arnodin

## Conexiones
- Cerca de la salida Carlos VII hay una parada de autobús (líneas de Bizkaibus A2315, A3135, A3321, A3332, A3333, A3335)